# 小島敏郎
小島 敏郎（こじま としろう、1949年3月23日 - ）は、日本の環境官僚、弁護士。地球環境審議官を経て、青山学院大学教授、名古屋市経営アドバイザー、愛知県政策顧問、東京都特別顧問、都民ファーストの会東京都議団政務調査会事務総長等を歴任。

## 経歴
岐阜県多治見市生まれ。
1967年、愛知県立旭丘高等学校卒業。同級生の河村たかし名古屋市長は高校時代からの友人で、のちに環境官僚として当時衆院議員だった河村とともに、藤前干潟埋め立て阻止を行った。
1972年、東京大学法学部第1類（私法コース）卒業。1973年、同第2類（公法コース）卒業。東大法学部在学中に国家公務員上級試験（法律職）に3番で合格し、司法試験にも合格。大蔵省からも勧誘を受けたが、それを断り、環境庁（当時）を選択し入庁。
2003年から地球環境局長を務め、京都議定書目標達成計画の策定にあたった。
2005年7月、地球環境審議官。
2008年7月、退官。同年、財団法人地球環境戦略研究機関特別顧問。
2009年、青山学院大学国際政治経済学部教授。同年 河村たかしの名古屋市長選出馬を支援し、同年 名古屋市経営アドバイザー。
2011年、愛知県政策顧問。
2012年、地球環境戦略研究機関シニアフェロー。
2014年、弁護士登録。
2016年、渋谷区環境基本計画改定委員。同年、東京都特別顧問。
2017年、都民ファーストの会東京都議団政務調査会事務総長。
2019年、弁護士登録。

## 略歴
- 1973年4月 環境庁入庁（長官官房秘書課）[5]
- 1988年10月 長官官房秘書課調査官
- 1988年12月 環境庁長官秘書官（事務担当）[5]
- 1989年6月 長官官房付[5]
- 1989年8月 長官官房総務課広報室長
- 1990年10月 企画調整局企画調整課調査官 兼 企画調整課計画調整室長
- 1991年7月 企画調整局環境影響審査課長
- 1993年6月 水質保全局水質管理課長
- 1994年7月 企画調整局環境保健部保健企画課長
- 1997年7月 企画調整局企画調整課長
- 1998年6月 長官官房総務課長
- 2000年6月 長官官房審議官
- 2001年1月 大臣官房審議官
- 2003年7月 地球環境局長
- 2005年7月 地球環境審議官
- 2008年7月 退官

## 人物
小池百合子東京都知事の側近として知られた。2024年4月12日、東京都内で報道陣の取材に応じ、文芸春秋の小池の学歴詐称疑惑に関する告発記事について、「断定ではないが、カイロ大学を卒業していないことについて相当の理由がある」と述べた。小池の学歴詐称疑惑が取りざたされた2020年当時、都民ファーストの会の政務調査会事務総長だった小島は小池から相談を受け、小池に「カイロ大学から声明文を出してもらえばいい」と提案した。その後、同年6月に声明文が駐日エジプト大使館のフェイスブックに掲載されたが、小島はこの声明文は知事側で作成された可能性があるとした。
同年6月18日、小池が虚偽の学歴を公表したとして公職選挙法違反容疑で東京地方検察庁に告発状を提出した。

## 著書
- 『これだけは知っておきたい日本の政治』ウェイツ 2019年